# الملكة: قصة عائلية أمريكية
الملكة : قصة عائلية أمريكية هي رواية تاريخية واقعية جزئية لعام 1993 من تأليف أليكس هيلي وديفيد ستيفنز.
أعادت الرواية إلى وعي العديد من الأمريكيين البيض محنة أطفال المزرعة : نسل النساء العبيد السود وأسيادهم البيض، الذين كانوا من الناحية القانونية ملكا لآبائهم.
تم تعديل مسلسل صغير يدعى أليكس هيلي كويناند  ببطولة هاري بيري في دور اللقب بثته شبكة سي بي إس في 14 فبراير1993.

## خلفية تاريخية
كان المؤلف الشهير أليكس هيلي (1921-1993 ) حفيد الملكة الابنة غير الشرعية وغير المعترف بها لجيمس «جاس» جاكسون الثالث ( ابن صديق، ولكن ليس قريبا، لأندرو جاكسون) وعبدته، إيستر.
تحكي الرواية عن سنوات الملكة التي شعرت بالكآبة كفتاة أمة، تتوق إلى معرفة من كان والدها، وكيف بعد الحرب الأهلية الأمريكية من  1861 إلى 1865 و ما تلاها من إلغاء العبودية، تم طرد الملكة . لم يعترف بها جاس جاكسون كابنته، خائفا من المساس بميراث أولاده الشرعيين وبدافع من زوجته التي احتقرت الملكة . بعد العديد من المغامرات الغير سارة في كثير من الأحيان، تزوجت الملكة من عبد سابق ناجح بشكل معقول يدعى أليك هيلي، وأنجبت منه ابنا واحدا ( سيمون هيلي ). كان لكل من أليك والملكة ابن من العلاقات السابقة .
ذهب سيمون هيلي في وقت لاحق إلى كلية لين في جاكسون بولاية تينيسي وحصل على درجة الماجستير في جامعة كورنيل . ثم أصبح عميد الزراعة في جامعة ألاباما إيه أند إم . ثم قابل زوجته بريثا بالمر، وأعطى والدته الملكة جاكسون هيلي ثلاثة أطفال كبار : جورج الذي أصبح محاميا ويوليوس مهندس معماري وأليكس الذي أصبح كاتبا .
حفيدها أليكس هالي، لم يتمكن من إنهاء كتابة الملكة قبل وفاته، وأكملها ديفيد ستيفنز. في حين استفاد ستيفنز من العديد من المذكرات البحثية ومخطط من 700 صفحة للقصة التي خلفها هالي، كان يقول فيما بعد أن كتاباته كانت موجهة أساسًا من خلال محادثاتهم الطويلة جداً.

## هيلي (النسب)
كشف اختبار الحمض النووي اللاحق لأبن أخت أليكس هيلي كريس هيلي أن أليك هيلي، جد أليكس الأب ( و زوج الملكة هيلي ) كان من المرجح أنه ينحدر من أسلاف استكلنديين عن طريق ويليام هارويل بو، المشرف على مزرعة عبودية ألاباما .